# لغة تأشير النص الترابطي 5
إتش تي إم إل (بالإنجليزية: Hyper Text Markup Language) . تتم صيانة هذه المواصفات من قِبل مجموعة عمل تقنية تطبيقات النص التشعبي على الويب (Web Hypertext Application Technology Working Group - WHATWG)، وهو اتحاد يضم كبار مطوري متصفحات الويب (ابل ، جوجل ، و Mozilla، و ميكروسفت).
تم إصدار أول مسودة عامة لـ إتش تي ام ال في 22 يناير 2008 ، وتبعها تحديث رئيسي وحالة "توصية W3C" في أكتوبر 2014 . وقد تم تحديد أهداف تطوير إتش تي ام ال 5 في: تحسين اللغة لدعم أحدث تقنيات الوسائط المتعددة والميزات الجديدة الأخرى؛ الحفاظ على سهولة قراءة اللغة من قبل البشر وفهمها باستمرار من قبل أجهزة الحاسوب والأجهزة الأخرى مثل متصفحات الويب والمحللات اللغوية وغيرها، مع تجنب القيود الصارمة للغة اكس إتش تي ام ال؛ والحفاظ على التوافق مع الإصدارات السابقة من البرامج القديمة. يهدف إتش تي ام ال 5 إلى استيعاب ليس فقط إتش تي ام ال 4 ولكن أيضًا إتش تي ام ال 1 وحتى نموذج كائن المستند (DOM) المستوى الثاني الخاص بلغة إتش تي ام ال نفسها .

## وصف
HTML5 تقدم عدداً من العناصر الجديدة والصفات التي تعكس الاستخدام النموذجي على المواقع الحديثة. البعض منهم الشبكة الدلالية بدائل لاستخدامات المشترك للكتلة العامة <div> وعناصر على السطر <span>، فمثلاً <nav> ، و<footer>. وثمة عناصر أخرى توفر وظائف جديدة من خلال واجهة موحدة، مثل عناصر <audio> و<video> لتضمين ملفات الصوت والفيديو على الترتيب.
انتقدت بعض العناصر من أتش تي أم أل 4.01 وقد أستبعدت، بما في ذلك عناصر العرض البحتة مثل <font> و<center>، وآثارها التي يمكن تحقيقها باستخدام CSS (صفحات الطرز المتراصة). وهناك أيضا تجديد التأكيد على أهمية دي إتش تي إم إل في سلوك الويب.
بناء الجملة HTML5 لم تعد تستند إلى إس جي إم إل على الرغم من تشابه وترميزية؛ فقد تم تصميمها لتكون متوافقة مع ماسبق مع تحليل مشترك للإصدارات القديمة من أتش تي أم أل. فهي تأتي مع السطر الاستهلالي الجديد الذي يبدو وكأنه إس جي إم إل،  <!DOCTYPE html> ، التي تمكن من جعلها متوافقة مع المعايير في جميع المتصفحات التي تستخدم "DOCTYPE sniffing".

## أهداف تطوير HTML5
- تحسين اللغة لدعم أحدث تقنيات الوسائط المتعددة والميزات الجديدة الأخرى.
- الحفاظ على سهولة قراءة اللغة من قبل البشر وفهمها باستمرار من قبل أجهزة الحاسوب والأجهزة الأخرى مثل متصفحات الويب والمحللات اللغوية وغيرها، مع تجنب القيود الصارمة للغة XHTML.
- الحفاظ على التوافق مع الإصدارات السابقة من البرامج القديمة.
- استيعاب ليس فقط HTML 4 ولكن أيضًا XHTML1 وحتى نموذج كائن المستند (DOM) المستوى الثاني الخاص بلغة HTML نفسها .

## التاريخ
بدأت إتش تي إم إل 5 (Web Hypertext Application Technology Working Group) العمل على المعيار الجديد في عام 2004. في ذلك الوقت ، لم يتم تحديث HTML & nbsp؛ 4.01 منذ عام 2000 ،  و شبكة الويب العالمية كونسورتيوم (W3C) كان يركز التطورات المستقبلية على XHTML & nbsp؛ 2.0. في عام 2009 ، سمح رابطة الشبكة العالمية لـ لغة ترميز النص الفائق القابلة للتمديد 2.0 لانتهاء صلاحية ميثاق مجموعة العمل وقرر عدم تجديده.
قدمت مؤسسة موزيلا وبرمجيات أوبرا ورقة موقف في ورشة عمل World Wide Web Consortium (W3C) في يونيو 2004 ،  التركيز على تطوير التقنيات المتوافقة مع الإصدارات السابقة مع المتصفحات الحالية ،  بما في ذلك مسودة أولية لمواصفات Web Forms 2.0. اختتمت ورشة العمل بتصويت - 8 مقابل 14 ضد - لمواصلة العمل على HTML. فور ورشة العمل ، تم تشكيل WHATWG لبدء العمل بناءً على ورقة الموقف هذه ، كما تم الإعلان عن مسودة ثانية ، Web Applications 1.0. تم دمج المواصفات فيما بعد لتشكيل HTML5. تم اعتماد مواصفات HTML5 كنقطة بداية لعمل مجموعة عمل HTML الجديدة لـ W3C في عام 2007.
أنتج WHATWG Ian Hickson (Google) و ديف هايت (أبل) أول مسودة عامة للمواصفات W3C في 22 يناير 2008.

## شعبية
وفقًا لتقرير صادر في 30 سبتمبر 2011، أظهرت التحليلات أن 34٪ من أفضل 100 موقع ويب في العالم كانوا يستخدمون اتش تي ام ال 5 . وذكر تقرير آخر صدر في أغسطس 2013 أن 153 من شركات Fortune 500 الأمريكية قد طبقت اتش تس ام ال 5 على مواقعها الإلكترونية. منذ عام 2014، يتم دعم اتش تي ام ال 5 جزئيًا على الأقل من قبل معظم محركات التخطيط الشهيرة . يقدم اتش تي ام ال 5 مجموعة من الميزات الجديدة التي تعمل على تحسين تجربة المستخدم وتوفر إمكانيات أكثر تفاعلية. يدعم اتش تي ام ال 5 تضمين الصوت والفيديو مباشرةً في صفحات الويب،  ويقدم عناصر جديدة لإنشاء نماذج أفضل، ويسمح بإنشاء رسومات متحركة وتفاعلية باستخدام عنصر <canvas>. كما أنه يوفر إمكانيات التخزين المحلي والعمل دون اتصال بالإنترنت .

## الشعار
في 18 يناير 2011، أطلقت رابطة الشبكة العالمية (W3C) شعارًا يهدف إلى تمثيل استخدام أو الاهتمام بتقنية اتش تي ام ال 5 . وعلى عكس الشعارات الأخرى التي أصدرتها الرابطة سابقًا، لم يكن هذا الشعار بمثابة شهادة على صحة أو مطابقة أي معيار محدد. وقد اكتسب هذا الشعار صفة الرسمية اعتبارًا من 1 أبريل 2011.
عند الكشف عنه للجمهور في البداية، أعلنت W3C أن شعار HTML5 يمثل "هوية بصرية عامة لمجموعة واسعة من تقنيات الويب المفتوحة، بما في ذلك اتش تي ام ال 5 و سي اس اس و SVG و WOFF وغيرها" . وقد وجه بعض المناصرين لمعايير الويب، ومن بينهم مشروع معايير الويب (Web Standards Project)، انتقادات لهذا التعريف الشامل لمصطلح "اتش تي ام ال 5 "، مشيرين إلى احتمالية حدوث لبس وسوء فهم في المصطلحات . وبعد ثلاثة أيام، استجابت W3C لملاحظات المجتمع وقامت بتعديل تعريف الشعار، حيث تخلت عن الإشارة إلى التقنيات ذات الصلة . وأوضحت W3C لاحقًا أن الشعار "يمثل اتش تي ام ال 5 ، الركيزة الأساسية لتطبيقات الويب الحديثة".

## إدارة الحقوق الرقمية
مارست جهات صناعية بارزة، من بينها بي بي سي وجوجل ومايكروسفت و Apple Inc.، ضغوطًا لإدراج ملحقات الوسائط المشفرة (Encrypted Media Extensions - EME)  ، وهي تقنية تُعد شكلًا من أشكال إدارة الحقوق الرقمية (Digital Rights Management - DRM)، ضمن معيار اتش تي ام ال 5. وفي الفترة ما بين نهاية عام 2012 وبداية عام 2013، أطلقت 27 منظمة ، بما في ذلك مؤسسة البرمجيات الحرة ، حملة معارضة لإدراج إدارة الحقوق الرقمية ضمن معيار اتش تي ام ال 5. على الرغم من ذلك، وفي أواخر سبتمبر 2013، قررت مجموعة عمل اتش تي ام ال التابعة لرابطة الشبكة العالمية (W3C) أن ملحقات الوسائط المشفرة، باعتبارها شكلًا من أشكال إدارة الحقوق الرقمية، تقع "ضمن نطاق" المعيار ومن المرجح إدراجها فيه . في المقابل، استمر تطوير "معيار اتش تي ام الالحي" الخاص بـ WHATWG دون تضمين مقترحات تدعم إدارة الحقوق الرقمية .أشار مانو سبورني، وهو عضو في رابطة الشبكة العالمية (W3C)، إلى أن EME لن يحل المشكلة التي صُممت لمعالجتها. ويؤكد المعارضون على أن EME نفسها ليست سوى بنية لآلية إضافية لإدارة الحقوق الرقمية .كانت شركتا جوجل ومايكروسوفت من أوائل الداعمين لتضمين إدارة الحقوق الرقمية في اتش تي ام ال 5 . كما انضمت إليهم شركة أدوبي في وقت لاحق . وفي 14 مايو 2014، أعلنت شركة موزيلا عن خططها لدعم EME في متصفح فايرفوكس، الذي كان آخر متصفح رئيسي يتجنب تقنية إدارة الحقوق الرقمية . وصف أندرياس جال من موزيلا هذا القرار بأنه "خطوة صعبة وغير مريحة"، وأوضح أن الإصدارات المستقبلية من فايرفوكس ستظل مفتوحة المصدر ولكنها ستتضمن بيئة معزولة (صندوق رمل) مُصممة لتشغيل وحدة فك تشفير المحتوى التي طورتها أدوبي ، والتي استُبدلت لاحقًا بوحدة Widevine من جوجل، وهي وحدة حظيت بتبني أوسع بكثير من قبل مزودي المحتوى. وبينما وعد "بالعمل على حلول بديلة"، صرح ميتشل بيكر، الرئيس التنفيذي لشركة موزيلا، بأن رفض تنفيذ EME لن يحقق أكثر من إقناع العديد من المستخدمين بالتحول إلى متصفحات أخرى . وقد أدانت كل من كوري دكتورو ومؤسسة البرمجيات الحرة هذا القرار. اعتبارًا من ديسمبر 2023، غيرت رابطة الشبكة العالمية (W3C) موقفها بشأن EME، حيث ذكرت: "توفر ملحقات الوسائط المشفرة (EME) قابلية تشغيل متبادل أكبر وخصوصية وأمانًا وإمكانية وصول وتجربة مستخدم أفضل في مشاهدة الأفلام والتلفزيون على الويب".

## عناصر جديدة
- main
- section
- article
- aside
- header
- footer
- nav
- figure
- figcaption
- audio
- video
- track
- embed
- mark
- meter
- progress
- time
- canvas
- details
- output
- ruby، rt و rp